# Český footballistický kroužek Kickers
Il Český footballistický kroužek Kickers abbreviato ČFK Kickers Praga o ČFK Kickers è stata una delle più antiche società calcistiche ceche, con sede nella città di Praga. Ha vinto l'unico campionato a cui ha preso parte, il primo torneo ufficiale boemo-moravo, quello del 1896. Nel 1897 si dissolve, andando a formare il Český Sculling.

## Palmarès

### Competizioni nazionali
- Campionato cecoslovacco: 1

1896 (primavera)